# Шалон-ан-Шампань
Шало́н-ан-Шампа́нь (фр. Châlons-en-Champagne) — місто та муніципалітет у Франції, адміністративний центр регіону Шампань-Арденни та департаменту Марна. У середньовіччі був центром Шалонського єпископства-графства. Населення — 43 877 осіб (01.01.2021). Колишня назва — Шалон-сюр-Марн (тобто Шалон-на-Марні, фр. Châlons-sur-Marne), місто було офіційно перейменовано 1998. 
Муніципалітет розташований на відстані близько 150 км на схід від Парижа.

## Історія
Після Великої Французької революції місто було перейменоване в Шалон-сюр-Марн, але в 1998 р. офіційно отримав свою історичну назву.
В замку Бонкурт народився Адельберт фон Шаміссо.

## Демографія
Динаміка населення (INSEE і Cassini ):
Розподіл населення за віком та статтю (2006):
| Стать | Всього | До 15 років | 15-24 | 25-44 | 45-64 | 65-85 | Понад 85 |
| --- | ------ | ----------- | ----- | ----- | ----- | ----- | -------- |
| Чоловіки | 22 408 | 4427        | 3632  | 6538  | 5068  | 2481  | 262      |
| Жінки | 23 784 | 3946        | 3286  | 6205  | 5818  | 3769  | 760      |
| \| Статево-вікова піраміда \| Статево-вікова піраміда \| Статево-вікова піраміда \| \| ----------------------- \| ----------------------- \| ----------------------- \| \| Чоловіки \| Вік \| Жінки \| \| 262 \| 85 + \| 760 \| \| 425 \| 80-84 \| 861 \| \| 542 \| 75-79 \| 992 \| \| 761 \| 70-74 \| 931 \| \| 753 \| 65-69 \| 985 \| \| 931 \| 60-64 \| 1137 \| \| 1321 \| 55-59 \| 1507 \| \| 1458 \| 50-54 \| 1675 \| \| 1358 \| 45-49 \| 1499 \| \| 1489 \| 40-44 \| 1527 \| \| 1578 \| 35-39 \| 1535 \| \| 1727 \| 30-34 \| 1463 \| \| 1744 \| 25-29 \| 1680 \| \| 2054 \| 20-24 \| 1730 \| \| 1578 \| 15-20 \| 1556 \| \| 1425 \| 10-14 \| 1337 \| \| 1482 \| 5-9 \| 1254 \| \| 1520 \| 0-4 \| 1355 \| |        |             |       |       |       |       |          |
| Статево-вікова піраміда |        |             |       |       |       |       |          |
| Чоловіки | Вік    | Жінки       |       |       |       |       |          |
| 262 | 85 +   | 760         |       |       |       |       |          |
| 425 | 80-84  | 861         |       |       |       |       |          |
| 542 | 75-79  | 992         |       |       |       |       |          |
| 761 | 70-74  | 931         |       |       |       |       |          |
| 753 | 65-69  | 985         |       |       |       |       |          |
| 931 | 60-64  | 1137        |       |       |       |       |          |
| 1321 | 55-59  | 1507        |       |       |       |       |          |
| 1458 | 50-54  | 1675        |       |       |       |       |          |
| 1358 | 45-49  | 1499        |       |       |       |       |          |
| 1489 | 40-44  | 1527        |       |       |       |       |          |
| 1578 | 35-39  | 1535        |       |       |       |       |          |
| 1727 | 30-34  | 1463        |       |       |       |       |          |
| 1744 | 25-29  | 1680        |       |       |       |       |          |
| 2054 | 20-24  | 1730        |       |       |       |       |          |
| 1578 | 15-20  | 1556        |       |       |       |       |          |
| 1425 | 10-14  | 1337        |       |       |       |       |          |
| 1482 | 5-9    | 1254        |       |       |       |       |          |
| 1520 | 0-4    | 1355        |       |       |       |       |          |

## Економіка
2010 року серед 29 933 осіб працездатного віку (15—64 років) 21 336 були активними, 8597 — неактивними (показник активності 71,3%, у 1999 році було 70,4%). З 21 336 активних мешканців працювало 18 106 осіб (9456 чоловіків та 8650 жінок), безробітними було 3230 (1581 чоловік та 1649 жінок). Серед 8597 неактивних 2904 особи були учнями чи студентами, 2466 — пенсіонерами, 3227 були неактивними з інших причин.

У 2010 році в муніципалітеті числилось 20048 оподаткованих домогосподарств, у яких проживали 42588,5 особи, медіана доходів виносила 17 030 євро на одного особоспоживача

## Уродженці
- Аїсса Манді (*1991) — відомий французький футболіст, захисник.